# Tangidia triangulator
Tangidia triangulator är en insektsart som först beskrevs av Lethierry 1881.  Tangidia triangulator ingår i släktet Tangidia och familjen Tropiduchidae. Inga underarter finns listade i Catalogue of Life.